# Tiburon Challenger 2011
Il Tiburon Challenger 2011, noto anche come Royal Bank of Scotland Challenger, è stato un torneo professionistico di tennis maschile giocato sul cemento. È stata la 5ª edizione del torneo, facente parte dell'ATP Challenger Tour nell'ambito dell'ATP Challenger Tour 2011. Si è giocato a Tiburon negli USA dal 10 al 16 ottobre 2011.

## Partecipanti

### Teste di serie
| Nazionalità | Giocatore          | Ranking* | Testa di serie |
| ----------- | ------------------ | -------- | -------------- |
| Stati Uniti | Ryan Sweeting      | 67       | 1              |
| Croazia     | Ivo Karlović       | 76       | 2              |
| Stati Uniti | Sam Querrey        | 120      | 3              |
| Stati Uniti | Bobby Reynolds     | 121      | 4              |
| Canada      | Vasek Pospisil     | 129      | 5              |
| Sudafrica   | Izak van der Merwe | 136      | 6              |
| Stati Uniti | Wayne Odesnik      | 147      | 7              |
| Germania    | Björn Phau         | 149      | 8              |

- 1 Ranking al 3 ottobre 2011.

### Altri partecipanti
Giocatori che hanno ricevuto una wild card:
- Steve Johnson
- Daniel Kosakowski
- Denis Kudla
- Jack Sock

Giocatori che sono entrati nel tabellone principale come special exempt:
- Alex Kuznetsov

Giocatori che sono passati dalle qualificazioni:
- Alex Bogdanović
- Pierre-Ludovic Duclos
- Alejandro González
- Artem Sitak

## Campioni

### Singolare
Ivo Karlović ha battuto in finale  Sam Querrey con il punteggio di 6(2)–7, 6–1, 6–4.

### Doppio
Carsten Ball /  Chris Guccione hanno battuto in finale  Steve Johnson /  Sam Querrey con il punteggio di 6–1, 5–7, [10–6].